# معاذ الظفيري
معاذ الظفيري هو لاعب كرة قدم كويتي يشغل مركز الظهير الأيسر، ويمثل القادسية في الدوري الكويتي الممتاز.

## المسيرة الرياضية
تدرّج معاذ في الفئات السنية قبل أن يُدمَج في الفريق الأول للقادسية، حيث أصبح لاعبًا أساسيًا في موقع الظهير الأيسر، ويتميّز بقدرته على التمركز السليم والتغطية الدفاعية المتينة.

## المشاركات الدولية
ضمّ معاذ إلى تشكيلة منتخب الكويت لكرة القدم استعدادًا لمواجهات دولية ضمن التصفيات، حيث ورد اسمه في قوائم المنتخب الرسمي.